# إينيل
الاسم بالياباني:エネル 

الاسم بالانجليزي: Eneru 

الاسم بالعربي: اينيل 

الاسم بالروماني: Eneru 

الانتمائات: جنود الإله (سابقا) 

اللقب: الإله (ادعاء) 

يوم الميلاد: 6 مايو 

المكافأة: 500.000.000 بيلي

فاكهة الشيطان: غورو غورو نومي (فاكهة البرق) 

أول ظهور له في الانمي: الحلقة 167 

أول ظهور له في المانجا: الفصل 254 

مؤدي الصوت: Toshiyuki Morikawa

## مظهره
إينيل هو شخص طويل القامة ولديه عضلات في جسمه، ويمتلك شعر أشقر قصير مغطى بعضابة على رأسه وإذا رفعت العصابة يصبح شعره منفوش، وشحم أذنيه طويل بشكل غير طبيعي حيث يصل إلى صدره وهو يرتدي اقراط ذهبية، ويرتدي سوارات ذهبية في ذراعيه
و لديه حاجبان مقوسان، ويوجد على أنفه خطوط، وهو عاري الصدر ويرتدي سروال لونه برتقالي ومخطط بخطوط سوداء اللون، وأيضا يلف سرواله بوشاح لونه بنفسجي ووشاح آخر كبير لونه ازرق فاتح، ويرتدي محابس ذهبية في أصابع قدمه، وهو حافي القدمين، وبعكس البيركانس الذي ينتمي إليهم فهو لا يمتلك أجنحة في ظهره، لكنه يمتلك أربع دوائر متصلة مع بعضها هلى ظهره وفيها رموز وهي تساعده في تكوين سواعق قوية بفضل قدرة فاكهة الشيطان، وعندما استخدم تقنية رايجن فهو يتحول إلى عملاق برقي.

## صفاته
إينيل شخصية شريرة جدا ولكن لديه بعض الأمور المضحكة لكنه وقت القتال يكون شريرا وهو يثق بنفسه كثيرا حيث يظن انه الاقوى في العالم وانه الإله (لكنه مخطأ) وانه لا أحد قادر على هزيمته وهو شخص (مغرور) عديم الرحمة 

إينيل لديه حلم وهو ان يذهب إلى الأرض التي ليس لها نهاية وهي فيرث جن ولهذا قام بجمع المهندسين والعمال ليصنعو له سفينة طائرة وبالفعل قامو بصنع السفينة واسم السفينة ماكسيم , وقال أودا مؤلف ون بيس بأن لو هبط إلى الأرض ستكون مكافئتة 500.000.000 بيلي

## قواه
إينيل أكل فاكهة الشيطان غورو غورو نومي والتي تسمح له بالتحول وتكوين البرق وصواعق كهربائية وهي فاكهة من نوع اللوجيا وتعتبر أقوى أنواع فواكه الشيطان ويمتلك القدرة على التحرك بسرعة البرق، وأيضا يمكنه تدمير جزيرة في ثواني فقط، وإطلاق الأشعة البرقية القوية جدا، وإذا مات إينيل يمكنه إعادة نبض قلبه بواسطة الكهرباء، ويمكنه زيادة الفولت إلى 200.000.000، نقطة ضعفها هي العدو الطبيعي المطاط، حيث أن موصيلة المطاط للكهرباء ضعيفة جدًا لذالك لم يتمكن إينيل من صعق لوفي لأنه مطاطي.

### المانترا
إينيل يمتلك الهاكي وهو هاكي التنبؤ ولكنه يعرف بجزر السماء بالمانترا، وهي تمكنه من تنبؤ جميع حركات الشخص، ويعتبر هاكي اينيل أقوى هاكي تنبؤ (إلى الآن) في ون بيس فهو قادر على معرفة موقع الخصم وإرسال شعاع له من بعيد جدآ، ويمتلك إينيل سلاح ذهبي قوي جدا وساخن يتحول إلى رمح.

### تقنياته
فاري أو كما تعرف ب1 , 5 مليون، 10 , 20 , 30 , 50 , 60 مليون، 100 , 200 مليون فولت ماكس فاري وتعني تفريغ الكهرباء، في هذه التقنية يقوم إينيل برفع مستوى الفولتية والقوة الكهربائية إلى أن تصل إلى 200.000.000 فولت ومن ثم تنتقل الصعقة إلى جسد الخصم وتؤدي إلى كهربته بقوة شديدة، واستخدمها ضد غان فول.
سانغو وتعني البرق، في هذه التقنية يمسك إينيل يد خصمه ويكهربه وتؤدي إلى انفجار كهربائي قوي جدا.
إيل ثور وتعني حكم الإله، وهي تقنية قوية جدا لدرجة هائلة، وهذه التقنية يستخدمها إينيل من مسافة بعيدة جدا حيث يقوم برفع يده عاليا وأرسال شعاع برق من السماء ينزل على الهدف المطلوب مكونا انفجار هائل القوة.
كاري وتعني ضوء الكهرباء، في هذه التقنية يشحن إينيل الهواء بالطاقة الكهربائية بواسطة قدرته إلى أن تفرغ الشحنة الهائلة في جسد أحدهم مكونةً انفجارًا.
30.000.000 فولت هيتو وتعني طائر البرق، في هذه التقنية يقوم اينيل بطرق أحد الطبول التي على ظهره ومن ثم ينتج صقر من البرق ينطلق بتجاه خصمه تؤدي إلى حرقه بالبرق ومن ثم تحوله إلى رماد.
كيتن وتعني وحش البرق، وفي هذه التقنية يطلق إينيل البرق على شكل ذئب عملاق الحجم ينقض على خصمه ويصعقه بقوة شديدة، وقد سحق بها رورونوا زورو بسهولة.
جولنغول فولت وتعني تنين البرق، وهي تقنية ب60.000.000 فولت، حيث يقوم إينيل بالطرق على أحد الطبول الموجودة في ظهره ومن ثم ينتج تنين عملاق جدا من البرق وهي تقنية قوية جدا اقوى من هيتو وكيتن بكثير، وأيضا في إحدى ألعاب ون بيس أطلق على التنين اسم «جينبول».
رايغو وتعني وقت مجيئ الرعد، وهي ثاني اقوى تقنية عند إينيل، ويستخدمها إينيل بواسطة سفينته ماكسيم فيكون سحابة عملاقة جدًا على شكل كرة مليئة بالكهرباء وهي قوية جدا جدا لدرجة انها تدمر جزيرة في ثانية، وقد تمكن لوفي من اختراقها.
غولام بادينغ وتعني تعدين الرعد، وفي هذه التقنية يقوم إينيل بواسطة الكهرباء بتسخين المعادن واذابتها ومن ثم إعادة تكوينها بأي شكل يرغب، وقد استخدمها ضد لوفي عندما كون كرة ذهبية من ذهب مكاسيم وعلقها بيد لوفي.
ديثبيا , يقوم إينيل بهذه التقينة باستخدام سفينة ماكسيم وإنزال الصواعق على أي مكان يريد وأيضا يمكنه إنزال المطر بواسطة الغيوم.
مامارغان وتعني الرعد الثقيل، في هذه التقنية يقوم إينيل بزيادة قوة السواعق التي أنتجت من تقنية ديثبيا حيث تصبح سواعق قوية جدا اقوى من البرق العادي الواحدة منها كافية لتدمير قرية، وقد قام بتدمير معظم سكايبيا بواسطتها.
فولت آمارو وتعني اله الرعد، وهي من 200.000.000 فولت واقوى تقنية عند إينيل، حيث يتحول إلى عملاق من الرعد «رايجن», حيث يمكنه إطلاق الأشعة البرقية القوية جدا جدا لدرجة فائقة تحول الشخص إلى رماد مباشرة، وقد استخدمها ضد لوفي في نهاية القتال لكنه لم يتأثر بها لأنه مطاطي البنية.

## معاركه
1. اينيل ضد كامكيري

الفائز: اينيل
1. إينيل ضد زورو ووايبر وغان فول ونيكو روبين

الفائز: اينيل
1. إينيل ضد مونكي دي لوفي

الفائز: لوفي (بعد معركة قوية جدا حيث كاد أن يفوز إينيل)